# Marcia Trotman
Marcia Trotman, född 1 september 1955, är en friidrottare från Barbados. Hon deltog vid olympiska sommarspelen 1972.